# Jiaowei, Fujian
Jiaowei (kinesiska: 郊尾) är en köping i sydöstra Kina. Den ligger i Xianyou härad i staden Putian i provinsen Fujian, omkring 98 kilometer sydväst om provinshuvudstaden Fuzhou. Antalet invånare är 71 109. Befolkningen består av 36 085 kvinnor och 35 024 män. Barn under 15 år utgör 19,0 %, vuxna 15-64 år 73 %, och äldre över 65 år 7,0 %.